# Mogadischu (Film)
Mogadischu ist der Titel eines 2008 produzierten deutschen Fernsehthrillers, dessen Handlung die Entführung des Flugzeugs „Landshut“ im Oktober 1977 rekonstruiert.
Die Erstausstrahlung fand am 30. November 2008 beim deutschen Fernsehsender Das Erste und beim österreichischen ORF 2 statt.

## Handlung
Eine Gruppe der Rote Armee Fraktion (RAF) hat im Herbst 1977 den deutschen Arbeitgeberpräsidenten Hanns Martin Schleyer entführt. Die RAF will mit dieser Aktion Gesinnungsgenossen aus den Gefängnissen freipressen. Um ihrer Forderung Nachdruck zu verleihen, setzen sich die Terroristen mit Wadi Haddad in Verbindung, dem Anführer einer auf Flugzeugentführungen spezialisierten palästinensischen Gruppierung. Dieser ernennt ein vierköpfiges Team, angeführt von Zohair Youssif Akache.
Kapitän Mahmud, wie dieser sich nun nennt, und die drei anderen Mitglieder des Terrorkommandos entführen daraufhin die „Landshut“, eine Maschine der Lufthansa. Für die Fluggäste und die Besatzung, angeführt von Pilot Jürgen Schumann, beginnen qualvolle Tage. Nach mehreren Zwischenstationen und der Ermordung von Schumann endet die Entführung auf dem Flughafen der somalischen Stadt Mogadischu durch eine Befreiungsaktion der GSG 9.

## Hintergrundinformationen
Gedreht wurde der Film zwischen Oktober und Dezember 2007 unter anderem an Schauplätzen in München, Berlin, Ulm und Bonn sowie in der marokkanischen Stadt Casablanca. Arbeitstitel war Mogadischu Welcome.
Unter anderem sieht man im Film die in Casablanca von der Royal Air Maroc abgestellte Sud Aviation Caravelle mit Kennzeichen CN-CCX, an welcher vom „somalischen“ Einsatzkommando die Erstürmung der Maschine geprobt wird.
Den Spielfilm sahen bei der Erstsendung um 20:15 Uhr durchschnittlich 7,34 Millionen Zuschauer, was einem Marktanteil von 21,2 Prozent entspricht. Der Film ist als DVD im Handel erhältlich.
Parallel zum Film entstand die SWR-Produktion Mogadischu – Die Dokumentation. Drehbuchautor Maurice Philip Remy verband darin ungenutzte Filmszenen mit Zeitzeugen-Interviews.

## Kritik
„Spannende, sehr dichte Rekonstruktion der Entführung der Lufthansa-Maschine Landshut durch palästinensische Terroristen im Oktober 1977 bis zu deren Stürmung durch eine Einheit der GSG 9. Die Ereignisse werden aus der Sicht der Opfer in Form eines emotionalisierenden (Fernseh-)Spielfilms mit vorzüglichen Darstellern aufgearbeitet, wobei auch neuere Erkenntnisse wie die Kontakte des Terror-Drahtziehers zum KGB Berücksichtigung finden.“

„"Mogadischu" folgt einer der legendärsten Flugzeugentführungen. Dabei hält sich der Film von Roland Suso Richter weitgehend an die reale Dramaturgie, die sich Hollywood nicht spannender hätte ausdenken können. Autor Maurice Philip Rémy brach die komplexen politischen Ereignisse auf das Menschlich-Emotionale herunter. Hochspannungsdrama!“

## Auszeichnungen
- 2008
  - Goldener Gong für Regisseur Roland Suso Richter und Drehbuchautor Maurice Philip Remy
- 2009
  - Goldene Kamera als „Bester deutscher Fernsehfilm“
  - Bayerischer Fernsehpreis Sonderpreis
  - Deutscher Fernsehpreis als „Bester Fernsehfilm“
  - Nominierung für den Wettbewerb des Fernsehfilm-Festivals Baden-Baden mit 3sat-Zuschauerpreis